# Каспар Гаузер
Каспар Гаузер (нім. Kaspar Hauser, лат. Casparus Hauser, на прізвисько «Дитинча Європи»; ймовірно 30 квітня 1812 — 17 грудня 1833) — відомий завдяки своїй таємничій долі знайда, одна із загадок XIX століття. Юнака, який практично не вмів ходити та говорити, знайшли у Нюрнберзі, на Трійцю 1828 року. Його вбив невідомий п'ять років потому. Попри всі зусилля та величезну нагороду, призначену баварським королем, ні справжнє ім'я, ні походження Каспара, ні причину його вбивства, ні особу вбивці встановити так і не вдалося.
За розповідями самого Каспара, Замок Бойгген неподалік від Базеля і звучання угорської та німецької мов викликали у нього невиразні спогади про дитинство, попри те, що у віці 3 або 4 років невідомий чоловік зачинив його в підземній камері, де в повній самоті він жив до шістнадцяти років, поки його не знайшли та не доставили до Нюрнберга. Серед людей Каспара вважали спадкоємним принцом баденського престолу, викраденим із колиски (офіційно «померлим»), чий трон посів узурпатор. Проте дослідження 2024 року мітохондріальної ДНК волосся Гаузера і порівняння її з ДНК членів Баденського дому однозначно показали, що вона не відповідає їхній мітохондріальній ДНК, спростувавши відповідно теорію про його королівське походження. Але остаточної відповіді, ким був насправді Каспар Гаузер, немає дотепер.

## Біографія

### Початок

#### Поява
26 травня 1828 року на ринковій площі Нюрнберга помітили незвичайного підлітка 16—17 років. Його зустрів швець на прізвище Вайхман, про якого відомо лише, що він жив по сусідству з площею Уншлітт. Вийшовши з будинку між четвертою та п'ятою годинами після полудня, він попрямував до Нової Воротньої вулиці (нім. Neue Torstraße), де зустрів свого приятеля Бекка. Приятелі вирішили відправитися за місто, попити пива і потанцювати, коли помітили неподалік дивного юнака, який гойдався, немов п'яний, і знаками показував їм зупинитися. Зацікавившись його поведінкою, містяни підійшли ближче, після чого незнайомець запитав їх, як пройти до передмістя Ноє Торштрассе.

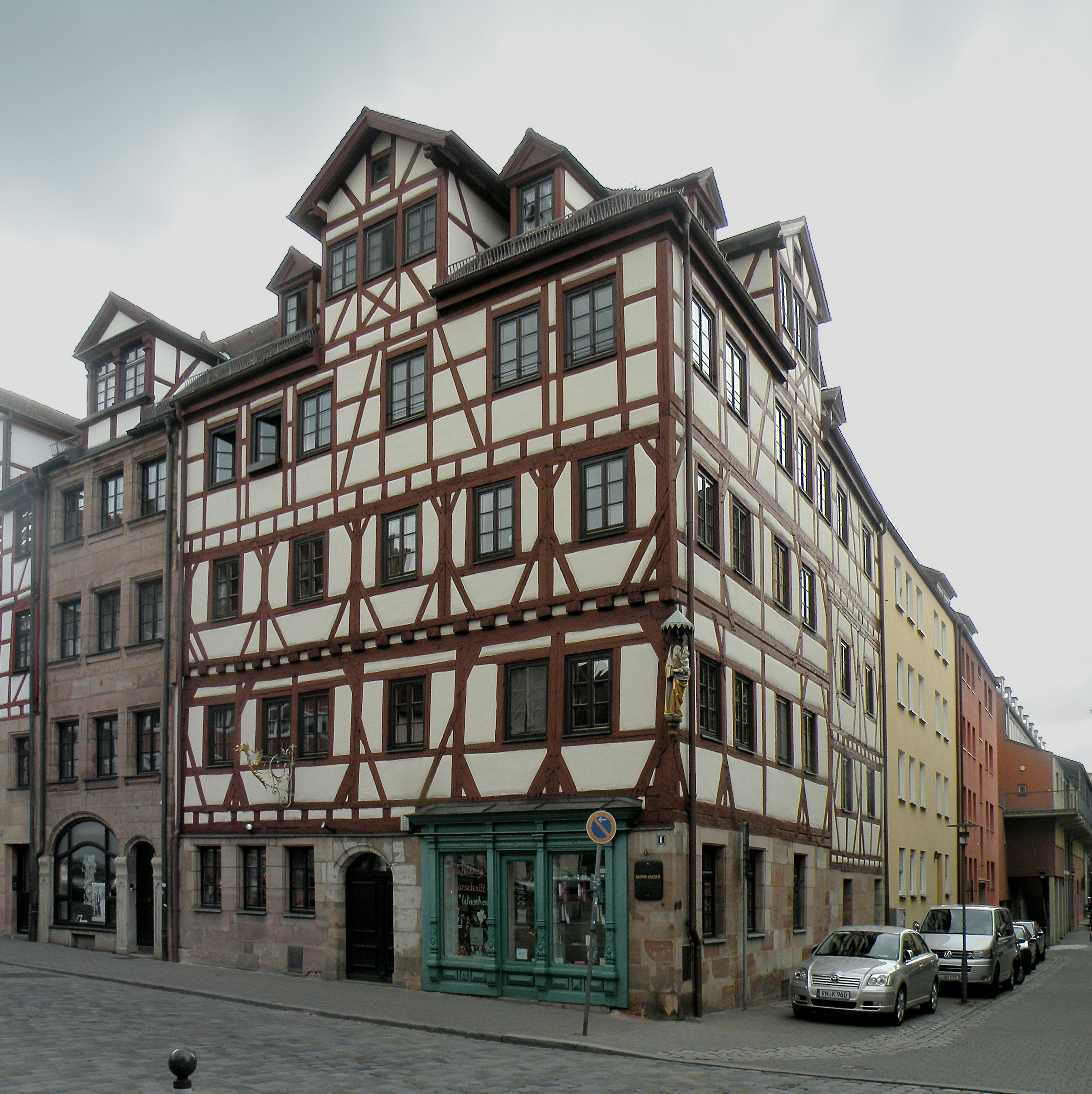
«Дім Каспара Гаузера»

Вайхман запропонував показати дорогу, але, пройшовши кілька кроків, юнак мовчки простягнув шевцю конверт, адресований «Пану командувачу 4-м ескадроном 6-го полку легкої кавалерії. Нюрнберг». Швець спробував дізнатися від юнака, хто він і чого бажає, але не зміг домогтися зрозумілої відповіді. Він довів юнака до найближчого поста міської варти і передав солдатам. Звідти невідомого підлітка направили до будинку командувача гера Фрідріха фон Вессеніга (нім. von Wessenig) , який проживав у передмісті.

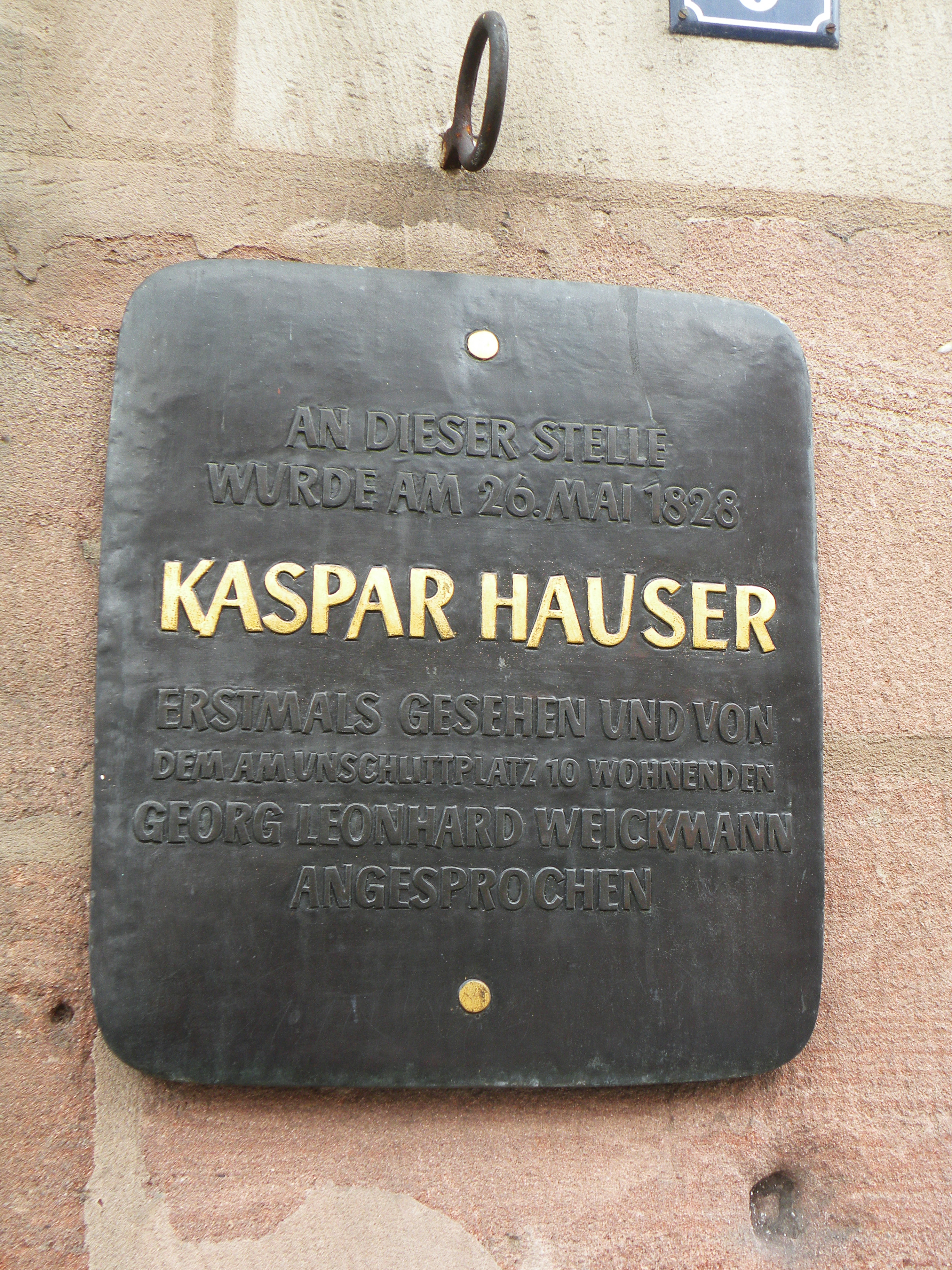
Стандартна для пам'яток Нюрнберга меморіальна табличка: «Тут: вперше з'явився Каспар Гаузер…»

На думку першого біографа Каспара Гаузера (як пізніше стали називати знайду), поліцай-президента Ансельма фон Феєрбаха, поліція міста одразу допустила ряд грубих промахів, які в подальшому не дозволили по гарячих слідах розкрити можливий злочин, який за законами країни здавався безсумнівним. Поліцейські просто не надали значення події; в документах про цей випадок було повно неясних місць і суперечностей. Ім'я шевця, який доставив підлітка, залишилося невідомим. Його свідчення, записані невідомо ким і з чиїх слів, явно суперечили фактам. Наприклад, він нібито запевняв, що юнак у відповідь на його питання «Звідки ти взявся?» — відповів «З Регенсбурга» але потім, підійшовши до Нових Воріт, помітив, що вони закінчені недавно і тому так називаються.
Однак, за свідченням фон Феєрбаха, який вперше побачив Каспара Гаузера два місяці по тому, його пояснення складались переважно з жестів та обривків слів, а в день свого виявлення він зовсім не міг нічого сказати, крім «Не знаю» та «Хочу бути кіннотником, як мій батько», причому повторював ці фрази суто механічно, явно не розуміючи їхнього змісту. За припущенням фон Феєрбаха, швець думав, що юнак недоумкуватий, і сам дофантазував інше. Також незрозуміло, яким чином Каспар Гаузер, який ледве тримався на ногах, взагалі міг подолати потрібну відстань .
Так чи інакше, знайду доставили до будинку капітана фон Вессеніга (згідно з іншим джерелом, Каспар Гаузер прибув самостійно, а фон Вессеніг був полковником), куди він увійшов, не знявши капелюха, і на питання слуги, що йому потрібно, відповів, що його направили до цього будинку і що він залишиться тут, додавши при цьому: «Хочу бути кіннотником, як мій батько». Пізніше слуга розповідав, що юнак здався йому вкрай змученим. Знайда плакав, насилу тримався на ногах і явно страждав від голоду та спраги. Слуга (за наказом господині, якій за відсутністю чоловіка передали листа) запропонував йому м'яса та пива, одначе юнак виплюнув і те, та інше, гримасою висловивши свою відразу. Зате він жадібно з'їв шматок чорного хліба, запивши його склянкою води. Спроби розпитати його нічого не дали, невідомий завчено повторював «Хочу бути кіннотником, як мій батько», явно не розуміючи, про що йому кажуть, внаслідок чого слуга дійшов висновку, що перед ним якийсь дикун. Оскільки фон Вессеніга не було вдома, слуга відвів незнайомця до стайні й запропонував відпочити на оберемку соломи, де той і заснув.
Фон Вессеніг прийшов додому через кілька годин, і збуджені діти розповіли йому про «дикуна». Капітан відправився до стайні та спробував розбудити невідомого, але той не реагував на крики, поштовхи, ляпанці по обличчю та навіть спроби поставити його на ноги. Зрештою, після довгих зусиль його вдалося привести до тями (за іншими відомостями, Вессеніг пішов будити Гаузера у супроводі трьох офіцерів, і Каспар прокинувся миттєво). При вигляді яскравої кавалерійської форми невідомий виявив абсолютно дитячий захват. З наївним захопленням юнак доторкнувся до рукоятки шаблі Вессеніга і тихо промовив: «Ось таким я хотів би бути». На це офіцер відповів, що як для кіннотника той занадто малий на зріст і що йому слід спробувати свої сили в піхоті. «Ні, ні, не в піхоту… Я хочу бути ось цим…», — вигукнув хлопець. Домогтися від незнайомця відомостей про його особу, як і раніше, не вдавалося, за винятком однієї фрази — «Хочу бути кіннотником, як мій батько». На питання Вессеніга, як його звуть, юнак сказав: «Мій опікун говорив мені завжди відповідати: „Не знаю, ваша милість!“» Оголивши, нарешті, свою голову, він додав: «Мій опікун радив мені завжди знімати капелюха й говорити „Ваша милість“». Пізніше, даючи свідчення перед судом, фон Вессеніг зізнався, що інфантильність невідомого жодним чином не відповідала його передбачуваному вікові (юнак виглядав років на 17, з пушком над верхньою губою), і бравий військовий був просто збитий з пантелику. Зрештою, вирішено було доставити дивного візитера до поліційного відділку.
Близько 8 години вечора юнака, який ледве пересував ноги, з величезними зусиллями привели до поліцейського комісаріату. У той час там перебувало кілька молодших офіцерів та нижчих поліційних чинів. Спроби допитати невідомого за звичним протоколом — ім'я, вік, місце проживання — нічого не дали. Від нього можна було почути лише три фрази: «Мій дім» (за іншими відомостями «Додому» або «Відведіть додому»), «Не знаю» та «Хочу бути кіннотником, як мій батько», до чого додавалися сльози та нечленороздільні звуки. Юнак, судячи з усього, не розумів де знаходиться, не виказував жодних почуттів, його погляд як у божевільного байдуже блукав навколо. Намагались впливати на юнака окриками, але ці спроби були марними. Поліціянти були абсолютно збиті з пантелику — випадок явно виходив за межі звичного. Про злочин явно мови не було, невідомий викликав у них лише співчуття. Спроба нагодувати його м'ясом та пивом скінчилася точно так само, як і минулого разу, і знову він погодився з'їсти шматок чорного хліба та випити води.
Один із поліцейських вийняв із кишені монету. Блискучий предмет негайно викликав пожвавлення та абсолютно дитячу реакцію. Знайда із захопленням став вертіти монету в руках, після чого почав наполягати «конячка, конячка» (Ross, Ross), жестами показуючи, що монетка підійшла б для прикраси кінської збруї. На вимогу поліції Каспар зумів абияк прочитати Pater noster.
Нарешті, хтось здогадався принести йому папір та чорнило і, практично не сподіваючись на успіх, жестами запропонував написати що-небудь. Однак невідомий впевнено взяв перо і вивів на папері «Каспар Гаузер». Під цим ім'ям він і увійшов в історію. Спроби змусити його написати назву місця, звідки він прийшов, призводили лише до того, що юнак повторював: «Мій будинок. Хочу бути кіннотником… Чому ні». Домогтися від нього чогось іншого було абсолютно неможливо.
Оскільки було вже пізно, спроби встановити особу невідомого вирішили відкласти на наступний день. Одному з поліцейських доручили відвести Каспара на ніч до Фестнерової вежі — місцевої в'язниці, де утримували бродяг. Відстань була дуже невеликою, але Каспар пройшов її з величезним зусиллям, плачучи і явно нездужаючи. Інше джерело, навпаки, свідчить, що затриманий достатньо легко як для його самопочуття подолав 90 сходинок вежі, а опинившись, нарешті, в камері, сказав, що у нього вже була така кімната. У в'язниці Каспар опинився разом з іншим затриманим, стомлений юнак впав на солому та заснув як убитий.

#### Результати першого огляду. Одяг. Листи

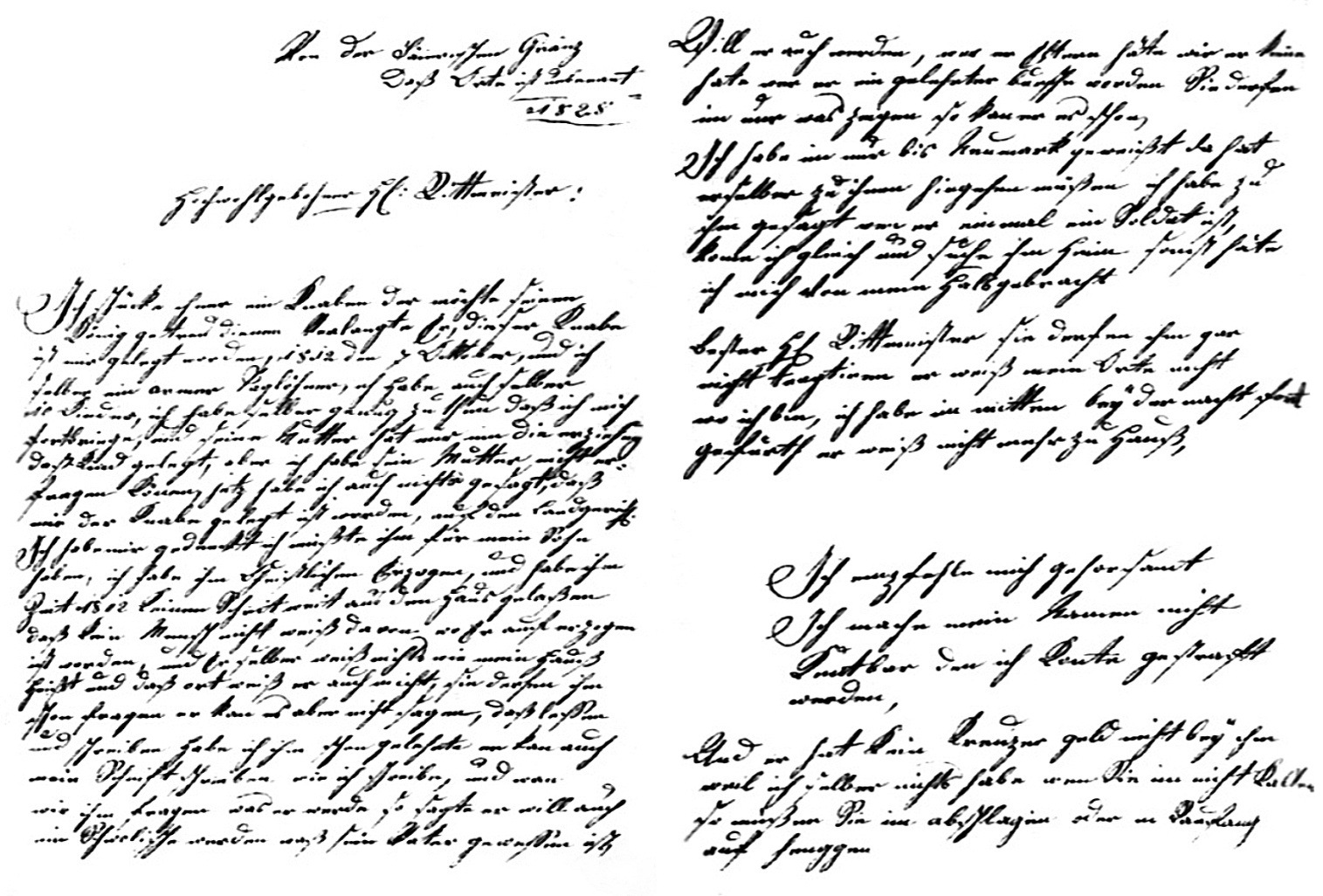
«Його ясновельможності, капітану кавалерії». факсиміле першого листа, знайденого в Каспара

Згідно з поліцейським описом, коли Каспар з'явився у відділку, на ньому був повстяний капелюх, пошитий за міською модою, з жовтою шовковою стрічкою та тонкою смужкою червоної шкіри, всередині було майже стерте зображення Мюнхена. Шия була обгорнута чорним шовковим шарфом. Крім того, на ньому була сорочка з грубої тканини та строкатий жилет, запраний і не новий, а також сіра полотняна куртка селянського покрою. Ретельніший огляд показав, що ця куртка була невміло переробленим фраком. Фалди були відрізані, краї зрізу залатані, зберігся лише відкладний комір. Сірі штани з більш тонкої та м'якої матерії, з полотняною латкою між ніг, як у штанях для верхової їзди, належали, швидше за все, конюшому або єгерю. На ногах у невідомого були важкі ботфорти, підбиті цвяхами, на високих підборах, із прикріпленими внизу кінськими підковами. Чоботи явно були йому малі, їхні носки були відрізані, пальці ніг стирчали назовні.
У кишенях Каспара виявили білий носовичок у червону клітинку з червоними вишитими ініціалами К.  Г., кілька яскравих ганчірок червоного та блакитного кольорів, пару кишенькових молитовників, на одному з яких була прикраса у вигляді корони, посипаної золотим піском, ключ, рогові чотки та кілька записок із католицькими молитвами (подібні, за висловом фон Феєрбаха, такими в Південній Німеччині були вельми поширеними серед прочан). На деяких з них були зазначені адреси друкарень в Зальцбурзі, Празі та Бургхаузені. Зміст записок говорив саме за себе: «Духовний щит», «Палка молитва, яку слід повторювати постійно під час божественних служб», «Молитва ангела-хранителя» і навіть «Мистецтво як повернути втрачений час і даремно витрачені роки», що в даній ситуації здавалося похмурою насмішкою.
Надалі одяг Каспара було знищено під приводом «ветхості», що викликало гнів і досаду фон Феєрбаха, який намагався за мізерними слідами встановити походження знайди. Згідно з іншими відомостями, одяг юнака не був старим. Його у нього переодягнув передбачуваний «опікун» безпосередньо перед першою появою Каспара «на світ» після його тривалого перебування в темниці . Доля інших предметів невідома, до теперішнього часу вони не збереглися.

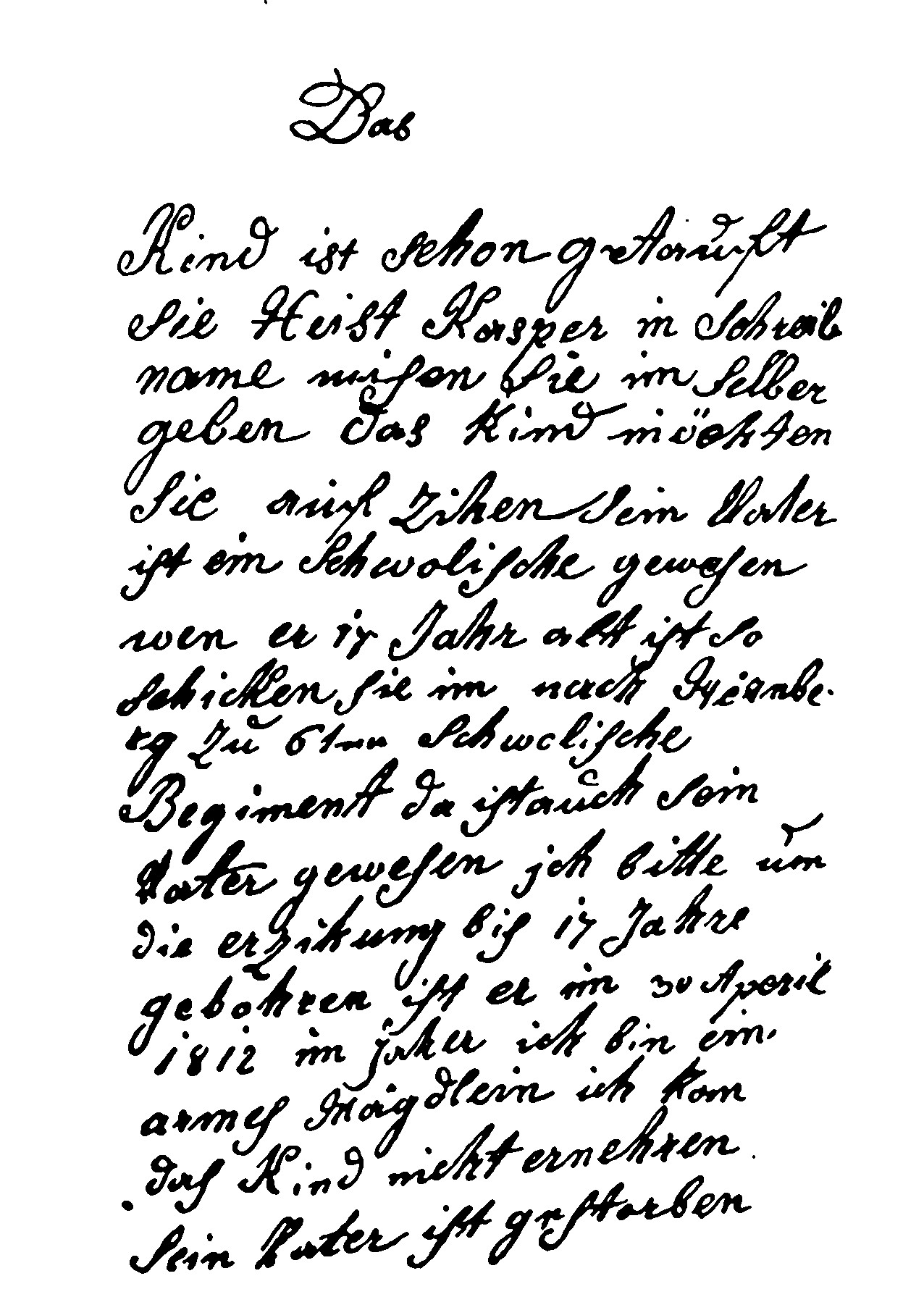
Записка, яку нібито написала матір Каспара. Факсиміле

Крім того, у Каспара був конверт, який містив два листи. У кутку конверта було видно три напівстерті букви, які можна було прочитати як G. I. R. або як C. T. R. Листи було написано зі справжніми або штучними правописними помилками в простонародній, можливо, дещо навмисній манері. Перший з них стверджував:

Баварський кордон
місце не названо

1828
Його Ясновельможності капітану кінноти!
Я Вам посилаю хлопчіка який увіряет що хоче служити своєму Королю вірою та правдою. 7 октібря 1812 мені його передали а я сам бідний поденьщік та своїх дітей десять душ, а мені й на себе бракує, ще й роботи багато. Ево мати мені ево віддала штоби я ево виховав а де вона есь я незнаю та владі тут нестав повідомляти, што хлопчик у мене. Я сам собі подумав, што треба ево виростити як сина. Він у мене восспітан в християнской вірі а з 1812 року я йому непозволяет ис дому здолати НЕ кроці, так што ніхто незнає, де ево тримали, а сам він теж незнає ні што у миня за будинок ні де він є так што запитуйте ево скільки хатіте він вам всерівно нічого нескажет. Читати та писати я його навчив і він тепер пише прямо як я, неотлічіш а кагда його запитаєш чево він для себе хоче, відповідає што хоче бути кавалеристам як його батько, а ще будь у нього батьки а їх немає, став би вченим. Йому лише рас покажи, він все одразу нальоту та схопить.
Я з ним лише добрався до ноймарської дороги, а отуда він далі тупав сам, я йому сказав, што коли він стане солдатом, я одразу з'явлюся і відведу ево додому, а якщо ні, я б иза нього потрапив в історію.
Превасходний Капітан, що не Мучти ви ево питаннями, він все одно низнаю де я є, я його відвіз посеред ночі, і йому тепер дорогу додому низачто ненайті. Ваш покірний слуга, ім'я я вам свае нескажу, бо нехочу штоби мене за це взгрелі.
У Нево при собі немає ні гроша, потомушто у мене у самовила в кишені порожньо, так што якщо знехотя ево собі взяти, можите випустити йому кишки або підійняти у себе над каміном.
Оригінальний текст (нім.)
Von der Bäiernschen Gränz  Daß Orte ist unbenannt
1828 
Hochwohlgebohner Hr. Rittmeister! 
Ich schücke ihner ein Knaben der möchte seinen König getreu dienen
Verlangte Er, dieser Knabe ist mir gelegt worden. 1812 den 7 Ockober, und ich selber ein armer Taglöhner, ich habe auch selber 10 Kinder, ich habe selber genug zu thun daß  ich mich fortbringe, und seine Mutter hat mir um Die erziehung daß Kind gelegt, aber ich habe sein Mutter nicht erfragen Könen, jetz habe ich auch nichts gesagt, daß mir der Knabe gelegt ist worden, auf den Landgericht. Ich habe mir gedenckt ich müßte ihm für mein Sohn haben, ich habe ihm Christlichen Erzogen, und habe ihm Zeit 1812 Keinen Schrit weit aus dem Haus gelaßen daß Kein Mensch nicht weiß da von wo Er auferzogen ist worden, und Er selber weiß nichts wie mein Hauß Heißt und daß ort weiß er auch micht, sie derfen ihm schon fragen er kan es aber nicht sagen, daß lessen und schreiben Habe ich ihm schon gelehrte er kan auch mein Schrift schreiben wie ich schreibe, und wan wir ihm fragen was er werde so sagte er will auch ein Schwolische werden waß sein Vater gewessen ist, Will er auch werden, wer er Eltern häte wir er keine hate wer er ein gelehrter bursche worden. Sie derfen im nur was zeigen so kan er es schon. Ich habe im nur bis Neumark geweißt da hat erselber zu ihnen hingehen müßen ich habe zu ihm gesagt wen er einmal Soldat ist, kome ich gleich und suche ihm Heim sonst häte ich mich Von mein Hals gebracht
Bester Hr. Rittmeister sie derfen ihm gar nicht tragtiren er weiß mein Orte nicht wo ich bin, ich habe im mitten bei der nacht fortgeführth er weiß nicht mehr zu Hauß, 
Ich empfehle mich gehorsamt Ich mache mein Namen nicht Kuntbar den ich Konte gestraft werden, 
Und er hat Kein Kreuzer geld nicht bey ihm weil ich selber nichts habe wen Sie im nicht Kalten so müßen Sie im abschlagen oder in Raufang auf henggen

Додана до листа коротенька записка, нібито від матері Каспара, свідчила:
дитина хрещена

її звуть Каспаром
вам же треба буде йому придумати прізвище дитина вам віддається
на виховання його батько був кавалерист
кагда йому будить сімнадцать відправте його в Нюрнберг
в Шостий полк
легкої кавалерії де служив його
батько я ж вас прошу його залишити у себе до сімнадцаті років
народився він тридцятого квітня в ріці 1812 я
проста бідна дівчина мені
годувати дитину нічим
а його батько помер.
Оригінальний текст (нім.)
Das Kind ist schon getauft
Sie Heist Kasper in Schreib
name misen sie im selber — geben. Das Kind möchten
Sie auf Zihen Sein Vater
ist ein Schwolische gewesen
wen er 17 Jahr alt ist So 
schicken Sie im nach Nirnberg
zu 6ten Schwolische
Begiment da ist auch sein
Vater gewesen ich bitte um
die erzikung bis 17 Jahre
gebohren ist er im 30 Aperil
1812 im Jaher ich bin ein
armes Mägdlein ich kann 
Das Kind nicht ernehren
Sein Vater ist gestorben.

Попри те, що лист було написано готичним шрифтом, а записку — простою латиницею, почерк у тому і в іншому випадку був, схоже, однаковим.

## Теорія високого походження

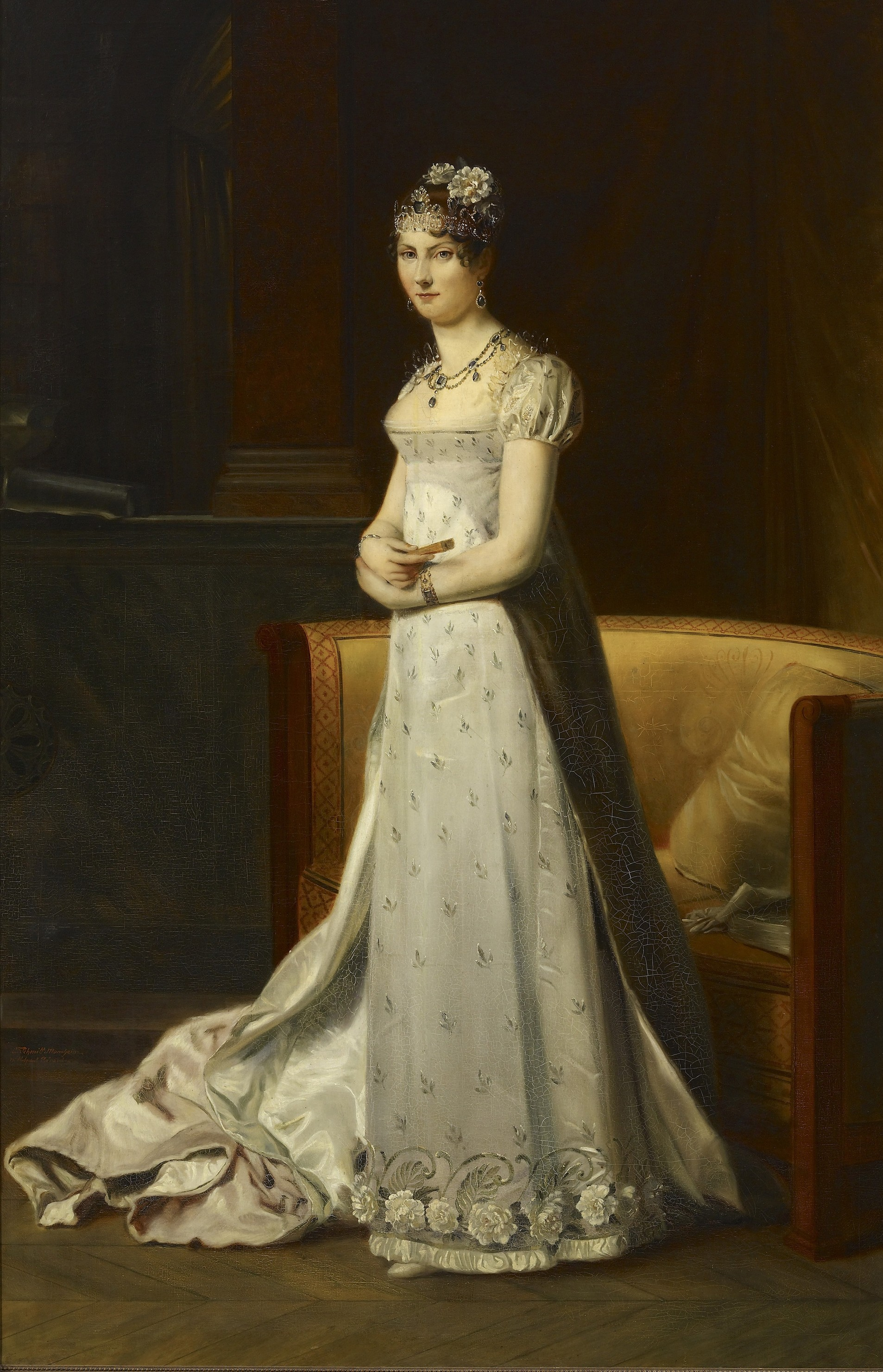
Стефанія де Богарне, ймовірна мати Каспара Гаузера

Після нібито замаху на Каспара Гаузера в жовтні 1829 року Баварією поширилися перші, досі туманні підозри, які згодом породили чутки, що він був спадковим принцом Бадена, який народився 29 вересня 1812 року і був замінений у колисці на вмираючу дитину. Винуватцем або ініціатором заміни вважається графиня Луїза Кароліна фон Гохберг, друга (морганатична) дружина великого герцога Карла Фрідріха фон Бадена, який помер у червні 1811 року і був старшим її майже на сорок років. Гохберг, яка була зведена до рангу імператорської графині в 1796 році, спочатку була лише фрейлиною з нижчого дворянства, яка хотіла допомогти своїм власним нащадкам успадкувати престол шляхом заміни спадкового принца. Після смерті Гаузера стверджували, що він був убитий саме через його князівське походження.
Нібито змінений принц, який офіційно помер безіменним 16 жовтня 1812 року, був перворідним сином великого герцога Карла та його дружини Стефанії, прийомної дочки Наполеона. Карл успадкував трон безпосередньо від свого діда Карла Фрідріха, оскільки його батько Карл Людвіг, старший син від першого шлюбу Карла Фрідріха, помер раніше. На випадок зникнення чоловічої лінії в результаті його першого (відповідного) шлюбу Карл Фрідріх передбачив престол для своїх синів від другого шлюбу — положення, яке його онук Карл прямо підтвердив. Статут від 4 жовтня 1817 року став частиною Баденської конституції.
Після ранньої смерті Карла в грудні 1818 році його дядько Людвіг успадкував титул великого князя, оскільки другий син Карла, потомствений князь Александр, 1816 року народження, також помер немовлям. Маркграф Фрідріх, старший брат Людвіга, вже помер у травні 1817 року; його шлюб залишився бездітним. Людвіг залишився неодруженим і помер у березні 1830 року як останній маркграф із лінії Церінгерів, що відкрило престол для його зведеного брата Леопольда як першого представника лінії Гохбергів, яка правила до 1918 року. Нагромадження смертей у старшій лінії породило всілякі недоведені чутки про нібито скоєні злочини.
Велика княгиня не бачила свого першого сина мертвим, тому що у неї було слабке здоров'я від важких пологів. Її подальше мовчання та деякі суперечливі заяви її молодшої дочки Марі Гамільтон, яка, як кажуть, прийняла Каспара Гаузера за свого брата, сприяли поширенню чуток.
Передбачуваний обмін дітьми можна виключити на основі відомих сьогодні джерел, якщо книга головного прокурора Отто Міттельштедта (Kaspar Hauser und sein Badenischen Prinzenthum. Heidelberg 1876)) ще не визнається остаточним спростуванням. Аргумент Міттельштедта, який базувався на офіційних документах про екстрене хрещення, розтин та поховання князя, був підтверджений пізнішими джерелами, а саме листами маркграфині Амалії, матері великого князя Карла. Маркграфиня — сама мати семи дітей і, за словами прусського посланника при баденському дворі того часу, «сильна духом» жінка — так описувала новонародженого принца в листі від 1 жовтня 1812 року: «Але якщо ви подивіться на нього, ви не здивуєтесь, що він наробив стільки лиха, щоб з'явитися на світ. Він величезних розмірів і товщини. Справді, я бачила небагато дітей такого масштабу. Він типова баденська порода». Амалія сама була присутня на пологах і після цього продовжувала відвідувати онука. Їй особливо приємно, писала вона в листі від 11 жовтня, що дитина так нагадує їй свого батька в такому ж віці. У двох листах від 19 і 27 жовтня вона повідомляла про хворобу князя, небезпека якої виявилася лише в день його смерті. О четвертій годині дня вона дізналася від сина, що у дитини «забиття» (задушлива задишка) і вона помирає; вона негайно поїхала туди і залишилася з князем до його смерті.

У листі від 27 жовтня вона написала: 
|  | Бідний малий дуже довго мучився. … Пан фон Едельсгайм, який був у сусідній кімнаті з кількома панами та леді, зайшов на мить, щоб подивитися на дитину, і почув це зітхання. Це справило на нього таке жахливе враження, що він негайно знову вийшов. Останні півгодини було тихо. Він ніби заснув. Очі та рот закриті без сторонньої допомоги. Тоді він виглядав чудово. Риси обличчя виглядали розвиненішими, і він не був смертельно блідим. Усі, хто його бачив, захоплювалися ним. Наступного ранку він був не таким гарним». |

Відомий публіцист і політичний діяч Георг Фрідріх Колб зазначив у 1883 році, «що іншу дитину не можна було легко нав'язати матері; якби воно було, сумніви б замовкли. Відповідно до викладених обставин це стосується і бабусі; але вона була присутня. Акушерка Горста, яка здійснила екстрене хрещення, також мала б помітити обмін, оскільки майже постійно була поруч із ним, тому що мати довірила їй виключно турботу про спадкоємного принца».
Гохбергери також не мали мотивів для вбивства Каспара Гаузера. Леопольд зійшов на трон зі схваленням усіх великих держав, тоді як Гаузер ставав дедалі спокійнішим. Між іншим, він ніколи не претендував на трон Бадена, і ніколи не зміг би їх домогтися самостійно. Якби спадкоємного принца дійсно обміняли в 1812 році, з точки зору Бадена було б у кращому випадку сенс усунути будь-яких спільників, які ще були живі, замість того, щоб здійснювати вбивство, яке викликало б хвилювання всієї Європи.
Після смерті Гаузера звістка про його ймовірне вбивство поширилася як лісова пожежа, і продемократичні памфлетисти швидко знали, як використати цю справу для політичної боротьби проти дому Баден. У цьому контексті слід також розглядати донос баденського дипломата Генріха фон Генненгофера, який був дуже впливовим при великому князі Людвігу. Генненгофера ненавиділи ліберали як улюбленого і абсолютно відданого слугу Людвіга. Підставивши його за це вбивство, хтось також дискредитував й ненависну політичну систему.
Із зовсім інших причин королівство Баварія також було зацікавлене в поширенні підозр, спрямованих проти Бадена. Баварія тривалий час намагалася повернути Пфальц на правому березі Рейну, який був втрачений Баденом у 1803 році, але не змогла висунути свої територіальні претензії до великих держав. Після свого вступу на престол у 1825 році король Людвіг I знову спробував заявити про ці претензії «і з наполегливістю, яка мала тримати в напрузі не лише його власних міністрів, а й німецький та європейський кабінети». Зрештою відбувся обмін ударами з юридичними аргументами на дипломатичному та журналістському рівнях. Уряд Баварії вдався до крадіжки архівів, яка була розкрита і призвела до ганебних викриттів для Баварії. Тим не менш, у жовтні 1827 року Людвіг I наказав, щоб деякі вдало викрадені документи не поверталися до Бадена.
|  | «Досьє в основному стосувалися історії родини Гохбергів; Якби бодай найменший слід обміну князів був знайдений в архівах того часу, Баварія, безсумнівно, скористалася б цим, тому що кінець дому Церінгенів був неминучий» |

.
З іншого боку, маркграф Вільгельм (брат і радник великого князя Леопольда) записав:
|  | «Те, що таку байку із задоволенням підхопили різні баварські автори, щоб використати проти нас, само по собі дуже зрозуміло [через територіальну суперечку], навіть король Людвіг Баварський не вагався застосувати проти нас ще більш ганебні засоби...» |

Невідомо, чи був визнаний великий офіційний звіт щодо так званого Каспара Гаузера голови суду Ансельма фон Феєрбаха від 8 квітня 1830 року до міністерства юстиції короля Людвіга I. У ньому Феєрбах мимохідь згадав, як він ретельно писав, «романтичну сагу» про князівство Каспара в Бадені. Насправді Людвіг I, здається, був поінформований про підозри лише відразу після смерті Каспара Гаузера, а саме від його мачухи, королеви Кароліни, яку Феєрбах повідомив про теорію, що Гаузер є принцем.

### Подальша оцінка особистості Гаузера
Занепокоєння щодо довіри до Гаузера виникли через свідчення багатьох людей з його оточення, які зображували його брехливим, включаючи навіть послідовників Каспара. У петиції до Нюрнберзького муніципального суду Тухер, з яким Каспар прожив півтора року, повідомляв «про високорозвинене марнославство Гаузера, його безмірну брехливість, фальш і лицемірство». Даумер також «який вірив у Каспара як і в Євангеліє», визнав, що Каспар перейшов «у бік нещирості, неправдивості та фальшивості», а в маєтку Феєрбаха була записка, на якій він зазначив: «Каспар Гаузер це розумний, хитрий дивак, шахрай, нікчема, якого слід убити».

## Теорія шахрайства

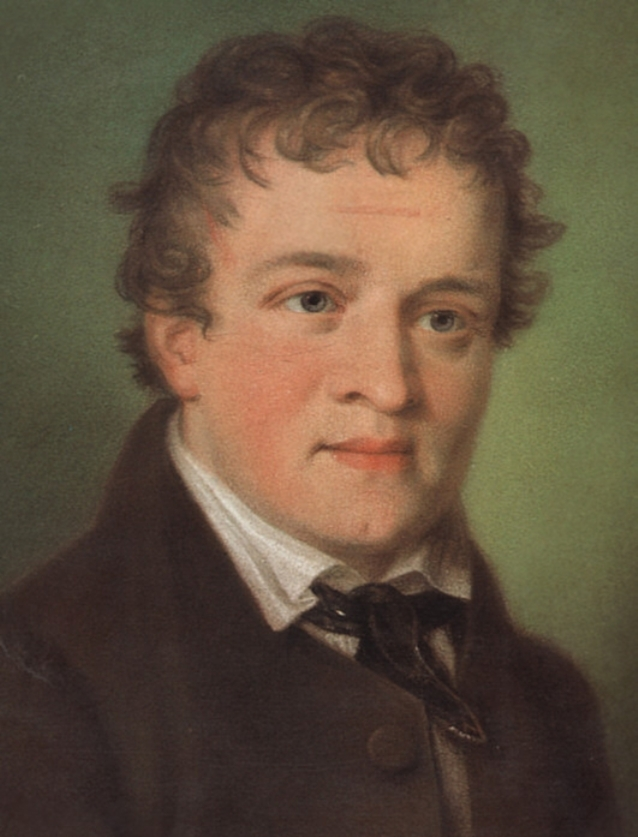
«Каспар Гаузер», пастель, червень 1830 року. Портрет роботи Йоганна Лоренца Крейля (1764—1840). Можна помітити шрами на лобі та правій скроні, які виникли від порізу, який Гаузер отримав у 1829 році та «аварії з пістолетом» 1830 року.

Навіть за життя Каспара Гаузера лунали голоси, які сумнівалися в його щирості. Однак також часто припускають, що Гаузер насправді приїхав до Нюрнберга покинутою дитиною, поступово втягнувшись у суперечності під різними впливами та культивуючи увагу до себе. Існувала фатальна взаємодія між наївною публікою та людиною, яка була психічно травмована — через сімейну недбалість чи генетичний стан — і яка була піднесена до міфічної фігури. Згодом Каспар імітував напади, щоб привернути ще більше уваги та розпалити тимчасово приглушені чутки про своє походження, і водночас відвернути виникаючі сумніви щодо довіри до нього. Тому при другому фальшивому нападі Гаузер завдав серйозніших травм, ніж при першому, але, ймовірно, ненавмисно спричинив свою смерть. Це потім тільки зміцнило легенду.

## Сумніви щодо розповіді про підземелля

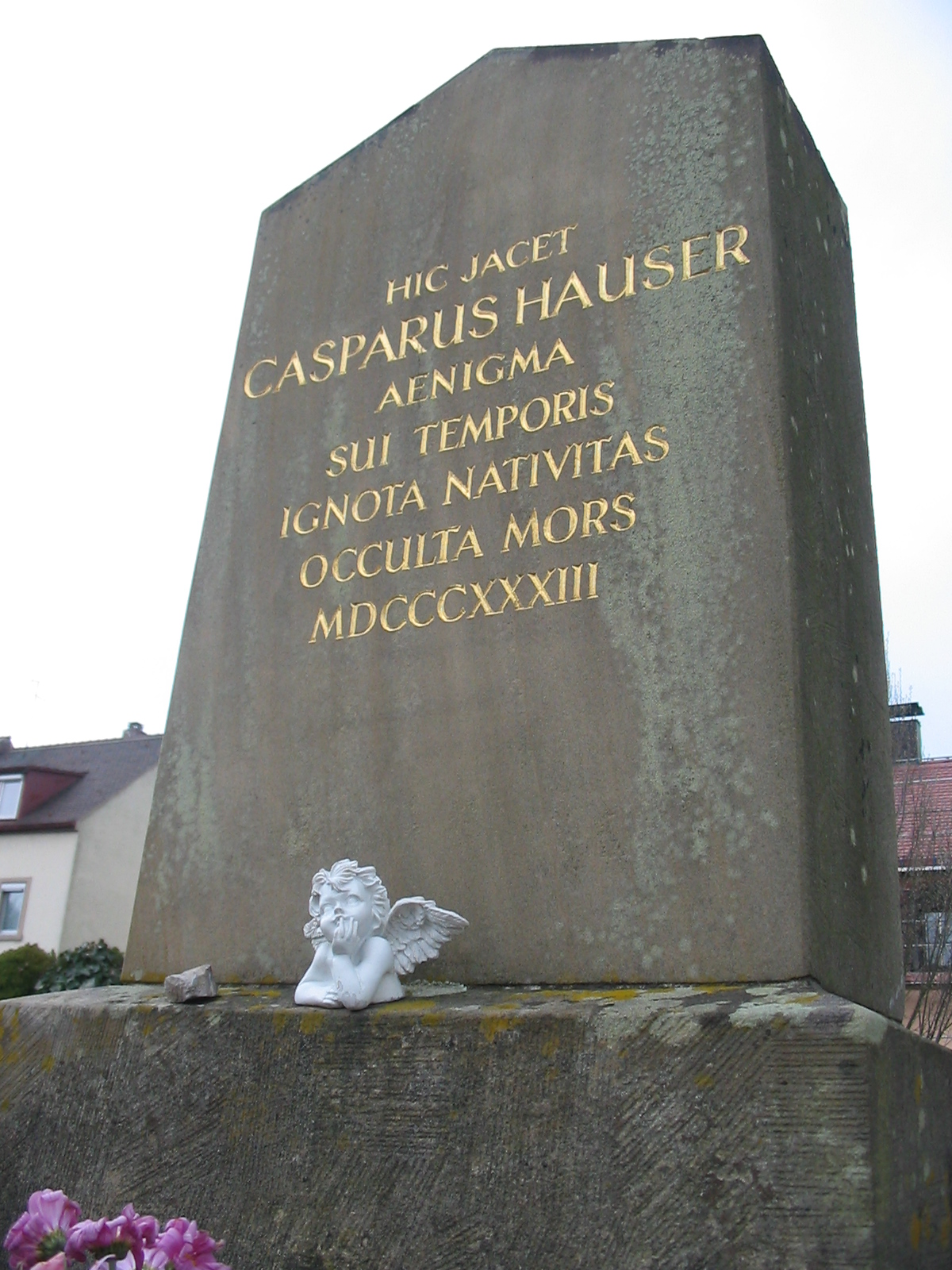
Надгробок на могилі Каспара Гаузера

Майже довічне ув'язнення в темній кімнаті, в якій він не міг ходити, про що стверджували Каспар і його перші керівники, тепер серйозні дослідники вважають неможливим. З медичних причин це несумісне з його фізичним і психічним станом. «Дуже ймовірно, — сказав Вальтер Шрайбмюллер (нім. Walther Schreibmüller), — що Каспар був відрізаний від контакту із зовнішнім світом протягом тривалого часу, тому він став психічно занедбаним». .